# Coleophora leucochrysella
Coleophora leucochrysella là một loài bướm đêm in the Coleophoridae. Nó là loài đặc hữu của Hoa Kỳ.
Recorded foodplant: Castanea